# Флорбол клуб Црвена звезда
ФБК Црвена звезда је некадашњи флорбол клуб из Београда. Клуб је био део Спортског друштва Црвена звезда.

## Историја
1. августа 2008. године основан је ФБК Стари град. Овај клуб је освојио три титуле шампиона Србије у флорболу (2009, 2010. и 2011. године), а на свој пети рођендан је променио име у ФБК Црвена звезда. Прва титула под новим именом освојена је у сезони 2014/15, а шампиони су постали: Петар Ристивојевић, Предраг Вељовић, Страхиња Аврамовић, Бранимир Симић, Стефан Пожар, Марко Петровић, Љубо Сузић, Милош Петровић, Душан Стојановић, Немања Ђорђевић, Марко Рајчић и Борис Бубало. Убрзо након освајања титуле, ФБК Црвена звезда престаје са активностима.